# Trolltaar
Trolltaar - mini-album norweskiej grupy blackmetalowej Ancient. Wydanie limitowane do 1000 kopii, zostało wydane w 1995 roku przez wytwórnie muzyczną Damnation Records.

## Lista utworów
1. "Trolltaar" - 6:18
2. "Nattens Skjønnhet" - 8:17
3. "Fjellets Hemmelighet" - 5:49

## Twórcy
- Aphazel - wszystkie gitary, gitara basowa i syntezator
- Kimberly Goss - śpiew oraz syntezator
- Grimm[1] - perkusja